# Моћни ренџери: Космикс закон
Моћни ренџери: Космикс закон је тридесета сезона америчке телевизијске серије Моћног ренџера и трећа и последња сезона Моћни ренџери: Дино закон. У склопу прославе 30. годишњице франшизе, сезона је најављена 28. августа 2022, а премијерно је приказана на Netflix-у 29. септембра 2023.
Космикс закон користи неке снимке из енгл. Uchu Sentai Kyuranger, док користи нова одела са модификованим шлемовима пренетим од енгл. Kishiryu Sentai Ryusoulger, са минималним елементима костима и реквизита који су рециклирани од енгл. Doubutsu Sentai Zyuohger и енгл. Kaitou Sentai Lupinranger VS Keisatsu Sentai Patranger. То је друга и последња телевизијска серија коју је продуцирао Entertainment One након што ју је Хасбро купио 2019. године, пре него што је промењена у Hasbro Entertainment.
Према The Illuminerdi, Космикс закон је последња сезона која ће бити смештена у оригиналном континуитету који су успоставили Моћно морфирани Моћни ренџери, са ребоот серијом која ће бити објављена 2025.

## Радња
Када се Господар Зед врати моћнији него икад, Тим космичког беса одлази у космос да би се борио против цара зла — и спасио универзум какав познајемо.

## Улоге
| Улога                                                              | Глумац/Оригинални глас |
| ------------------------------------------------------------------ | ---------------------- |
| Зејто / црвени дино / зенит космик ренџер / зенит морфирани учитељ | Расел Кари             |
| Амелија / розе дино / космик ренџер                                | Хантер Дено            |
| Оли / плави / зли плави дино / космик ренџер                       | Каи Моја               |
| Изи / зелени дино / космик ренџер                                  | Теса Рао               |
| Хави Гарсија / црни дино / космик ренџер                           | Чанс Перез             |
| Ајон / златни дино / космик ренџер                                 | Џордон Фит             |
| Ферн / наранџасти космикс ренџер                                   | Џеклин Џо              |
| Били / морфирани плави ренџер                                      | Дејвид Јост            |
| Господар / учитељ Зед                                              | Ендру Лејнг            |
| Тарик                                                              | Џаред Тарнер           |
| Мик Каниц / црвени нинџа челик ренџер II                           | Келсон Хендерсон       |
| Хекл / мрачни дино јуриш ренџер                                    | Рајан Картер           |
| Црвени морфирани учитељ                                            | Дарил Хабракен         |
| Плави морфирани учитељ                                             | Кевин Кис              |
| Зелена морфирана учитељица                                         | Бет Ален               |
| Др Лани Акана                                                      | Шавон Руакере          |
| Чувар Карлос Гарсија                                               | Блер Стренг            |
| Рија Фарца                                                         | Сара Да Силва          |
| Солон                                                              | Џозефин Дејвисон       |
| Џејн                                                               | Кира Џозефсон          |
| Џи Борг                                                            | Викторија Абот         |
| Ед "Папап" Џонс                                                    | Грег Џонсон            |
| Командант Шо                                                       | Тијула Блејкли         |
| Слуз                                                               | Торум Хенг             |
| Крозл                                                              | Кембел Кули            |
| Баџелија нир                                                       | Аманда Билинг          |
| Сквулија нир                                                       | Брук Вилијамс          |
| Инкворт                                                            | Крис Хоуден            |
| Скрузел                                                            | Кембел Кули            |
| Додрип                                                             | Марк Рајт              |
| Јозотиц                                                            | Ештон Браун            |
| Омвизо                                                             | Џо Витковски           |
| Кримзо                                                             | Роберт Мињо            |
| Снуша                                                              | Лори Данги             |
| Куадо                                                              | Рајли Друсе            |
| Јадана                                                             | Кристина Јонда         |
| Рита Репулса                                                       | Сузан Брејди           |
| Уводна песма                                                       | Бер Селен              |